# Vivian Sevenich
Vivian Sevenich   (Winterswijk, 28 de febrer de 1993) és una jugadora de waterpolo neerlandesa que va jugar al Centre Natació Mataró del 2020 al 2024. Va participar al Campionat d'Europa de waterpolo femení de 2018.